# エア・セイロン
エア・セイロン（英語: Air Ceylon）は、セイロン（現スリランカ）にかつて存在した航空会社。同国のフラッグ・キャリアであった。1947年に設立され、1979年8月31日に全ての営業を後継のスリランカ航空へと譲った。

## 歴史
1947年、セイロンの国営フラッグ・キャリアとして設立され、政府によって3機のダグラス DC-3が購入された。そして、同年12月10日には開業記念フライトが行われ、機長ピーター・フェルナンドと乗客16名を乗せた飛行機がコロンボのラトゥマラナ空港からジャフナのパラリ空港へと飛び立った。同機はその後マドラスへと向かい、そこからコロンボへと戻ってきた。
1949年にはオーストラリア国営航空（ANA）が同社の株式を49%保有し、2機のダグラス DC-4がリースされた。エア・セイロンはこの飛行機を用いてマドラス、ジャフナ、ティルチラーパッリと経由してロンドンを結ぶ運用を開始した。さらに翌年にはシンガポール、ダーウィン経由シドニー行きの運航が始まった。
しかし、長距離便の運行に耐えきれなかったエア・セイロンは、英国海外航空（BOAC）がロンドンーコロンボ便にデ・ハビランド DH.106 コメットを導入した後の1953年9月にANAとの協力関係を解消した。その後、ANAが保有していた49%の株式は1955年にKLMオランダ航空が引き継いだ。
1956年2月21日、KLMからリースされたロッキード コンステレーションを用いてロンドン便が再開された。その後この航空機は2年後にはスーパーコンステレーションへと置き換えられ、その後さらにロッキード L-188に置き換えられた。そして、L-188のリースはKLMとの関係が解消する1961年11月まで続けられた。1962年4月、BOACのコメットが再びロンドン便へと投入された。同機はその後1965年11月にビッカース VC10に置き換えられた。
1964年以降はマドラス、ボンベイへの短距離便にアブロ 748が投入された。また、1967年にはノール262も導入された。同年にはバンダラナイケ国際空港が開港し、エア・セイロンのハブ空港となった。また、1969年にはホーカー・シドレー トライデントを購入し、1979年8月までの10年間地域路線で使用された。
1972年、UTAが協力企業となり、同社から1機のダグラス DC-8が売却された。また、技術的支援も行われた。しかし、1976年9月には協力関係が解消し、その後はヨーロッパからの支援を受けなくなった。1979年、エア・セイロンの財政難を理由に同社は政府から閉鎖され、後継としてエア・ランカ（現スリランカ航空）が設立された。
これらの期間中、エア・セイロンは主に3つのルートで経由便を運行していた。ヨーロッパ向け、オーストラリア向け、インド向けの3ルートである。

## 就航都市
| エア・セイロン就航都市 | エア・セイロン就航都市               | エア・セイロン就航都市           | エア・セイロン就航都市 |
| ---------------------- | ------------------------------------ | -------------------------------- | ---------------------- |
| 国                     | 都市                                 | 空港                             | 備考                   |
| セイロン               |                                      |                                  |                        |
| アンパーラ             | アンパーラ空港                       |                                  |                        |
| バッティカロア         | バッティカロア空港                   |                                  |                        |
| コロンボ               | ラトゥマラナ空港                     | ハブ空港                         |                        |
| コロンボ               | バンダラナイケ国際空港               | ハブ空港                         |                        |
| ジャフナ               | ジャフナ空港                         |                                  |                        |
| トリンコマリー         | トリンコマリー空港                   |                                  |                        |
| アジア                 |                                      |                                  |                        |
| インド                 |                                      |                                  |                        |
| マドラス               | チェンナイ国際空港                   |                                  |                        |
| ボンベイ               | チャトラパティ・シヴァージー国際空港 |                                  |                        |
| ティルチラーパッリ     | ティルチラーパッリ空港               |                                  |                        |
| パキスタン             | カラチ                               | ジンナー国際空港                 |                        |
| モルディブ             | マレ                                 | イブラヒム・ナシル国際空港       |                        |
| インドネシア           | ジャカルタ                           | ケマヨラン空港                   |                        |
| シンガポール           | シンガポール                         | パヤ・レバー空港                 |                        |
| タイ                   | バンコク                             | ドンムアン国際空港               |                        |
| マレーシア             | クアラルンプール                     | スバン国際空港                   |                        |
| イスラエル             | テルアビブ                           | ベン・グリオン国際空港           |                        |
| バーレーン             | マナーマ                             | バーレーン国際空港               |                        |
| オセアニア             |                                      |                                  |                        |
| オーストラリア         |                                      |                                  |                        |
| シドニー               | シドニー国際空港                     |                                  |                        |
| ダーウィン             | ダーウィン国際空港                   |                                  |                        |
| ヨーロッパ             |                                      |                                  |                        |
| イギリス               | ロンドン                             | ヒースロー国際空港               |                        |
| フランス               | パリ                                 | シャルル・ド・ゴール国際空港     |                        |
| イタリア               | ローマ                               | レオナルド・ダ・ヴィンチ国際空港 |                        |
| アフリカ               |                                      |                                  |                        |
| エジプト               | カイロ                               | カイロ国際空港                   |                        |

## 保有機材
運行を停止した1979年時点で保有していたのは、ホーカー・シドレー HS748とホーカー・シドレー トライデントが1機ずつであった。
過去に保有していた機材は以下の通り。
| 機材                                    | 導入年        | 退役年        |
| --------------------------------------- | ------------- | ------------- |
| ノール262                               | 1967年        | 1969年        |
| ボーイング707                           |               |               |
| ボーイング720                           | 1976年        | 1977年        |
| コンベア990                             | 1974年        | 1975年        |
| デ・ハビランド DH.106 コメット          | 1962年        | 1965年        |
| ダグラス DC-3                           | 1947年        | 1976年        |
| ダグラス DC-4                           | 1949年        | 1953年        |
| ダグラス DC-8                           | 1972年        | 1978年        |
| ホーカー・シドレー HS748                | 1964年        | 1979年        |
| ホーカー・シドレー トライデント         | 1969年        | 1979年        |
| ロッキード コンステレーション           | 1956年        | 1958年        |
| ロッキード スーパー・コンステレーション | 1958年        | 1960年        |
| ロッキード L-188                        | 1960年        | 1961年        |
| シュド・カラベル                        |               |               |
| ビッカース VC10                         | 1965年/1977年 | 1971年/1978年 |